# Oliver Dovin
Oliver Lukas Dozae Nnonyelu Dovin, född 11 juli 2002, är en svensk fotbollsspelare (målvakt) som spelar för Coventry City.

## Klubblagskarriär
Oliver Dovins moderklubb är Enskede IK. Tolv år gammal lämnade han klubben för Hammarby IF, han hade då bara varit målvakt i drygt ett års tid, efter att ha skolats om från anfallare.

### Hammarby IF
Sommaren 2018 började Dovin att träna med A-laget och kort därpå skrev han också på sitt första A-lagskontrakt med Hammarby IF.
A-lagsdebuten skedde den 1 februari 2020 i träningsmatchen mot Flora Tallinn. Under säsongen 2020 matchades Dovin främst i samarbetsklubben IK Frej i Division 1 Norra. Tävlingsdebuten skedde i premiären mot IF Brommapojkarna och totalt blev det 23 matcher. I allsvenskans sista omgång fick Dovin också debutera i den högsta serien. Den 6 december 2020 vaktade nämligen Dovin Hammarbys mål i 1-2-förlusten mot Örebro SK, en match där han blev syndabock genom att tappa in förlustmålet i matchens slutskede.
I december 2020 förlängde Dovin sitt kontrakt till och med 30 juni 2024. I samband med kontraktsförlängningen beskrev sportchef Jesper Jansson Dovin som "toppkategorin av målvakter i Europa i sin åldersklass".

### Coventry City
I juli 2024 värvades Dovin av Championship-klubben Coventry City, där han skrev på ett fyraårskontrakt.

## Landslagskarriär
Oliver Dovin representerade Sverige i U17-EM 2019. För svensk del slutade mästerskapet med tre raka förluster mot Nederländerna, Frankrike och England. Trots det imponerade Dovin och stod för 30 räddningar under de tre matcherna, vilket var flest av alla målvakter i mästerskapet.
Efter att ha spelat i U19- och U17-landslaget blev Dovin i november 2020 för första gången uttagen till U21-landslaget. Ett sent återbud från Tim Rönning gjorde att Dovin tog plats i truppen till den avgörande matchen mot Italien i kvalet till U21-EM 2021.
Dovin debuterade för Sveriges landslag den 12 januari 2023 i januariturnéns andra match mot Island, då han byttes in för Jacob Widell Zetterström i den 46:e minuten.

## Personligt
Oliver Dovin föddes i London och flyttade till Sverige som ettåring. Hans pappa kommer från Storbritannien medan hans mamma är från Sverige, vilket innebär att han kan representera både Sveriges och Englands landslag. Pappan är en före detta fotbollsspelare och spelade som ung i Arsenals ungdomsakademi.

## Statistik
| Klubb              | Säsong             | Liga               | Liga    | Liga | Nationell cup | Nationell cup | Internationell cup | Internationell cup | Totalt  | Totalt |
| Klubb              | Säsong             | Division           | Matcher | Mål  | Matcher       | Mål           | Matcher            | Mål                | Matcher | Mål    |
| ------------------ | ------------------ | ------------------ | ------- | ---- | ------------- | ------------- | ------------------ | ------------------ | ------- | ------ |
| Hammarby IF        | 2019               | Allsvenskan        | 0       | 0    | 0             | 0             | —                  | —                  | 0       | 0      |
| Hammarby IF        | 2020               | Allsvenskan        | 1       | 0    | 0             | 0             | —                  | —                  | 1       | 0      |
| Hammarby IF        | 2021               | Allsvenskan        | 8       | 0    | 2             | 0             | 3                  | 0                  | 13      | 0      |
| Hammarby IF        | 2022               | Allsvenskan        | 17      | 0    | 4             | 0             | —                  | —                  | 21      | 0      |
| Hammarby IF        | 2023               | Allsvenskan        | 29      | 0    | 4             | 0             | 2                  | 0                  | 35      | 0      |
| Hammarby IF        | 2024               | Allsvenskan        | 13      | 0    | 2             | 0             | —                  | —                  | 15      | 0      |
| Hammarby IF        | Totalt             | Totalt             | 56      | 0    | 12            | 0             | 5                  | 0                  | 73      | 0      |
| IK Frej (lån)      | 2020               | Ettan Norra        | 23      | 0    | 0             | 0             | —                  | —                  | 23      | 0      |
| Hammarby TFF (lån) | 2022               | Ettan Norra        | 1       | 0    | 0             | 0             | —                  | —                  | 1       | 0      |
| Coventry City      | 2024/2025          | Championship       | 20      | 0    | 1             | 0             | —                  | —                  | 21      | 0      |
| Totalt i karriären | Totalt i karriären | Totalt i karriären | 112     | 0    | 13            | 0             | 5                  | 0                  | 130     | 0      |

1. 1 2  Matcher i Uefa Europa Conference League.